# Șendreni
Șendreni è un comune della Romania di 3 392 abitanti, ubicato nel distretto di Galați, nella regione storica della Moldavia.
Il comune è formato dall'unione di 3 villaggi: Movileni, Șendreni, Șerbeștii Vechi.